# ヨージェフ・アティッラ
ヨージェフ・アティッラ (József Attila（[ˈjoːʒɛfˌɒtillɒ]）、1905年4月11日 – 1937年12月3日)は、ハンガリーの詩人。
綴りからヨージェフ・アッティラとも表記される場合もあるが、Attilaの実際の発音はアッティラではなく、アティッラである。なお、姓のヨージェフも普通に男性名として使われるため、ハンガリーでは彼の名前を姓だけでヨージェフと呼ぶことはなく、必ずヨージェフ・アティッラと姓名で呼ぶのが習わしである。

## 生涯
1905年にハンガリーのブダペストで生まれる。父はバナト地方のフェーレジハーズ村の出身で、石鹸工場の労働者、母はハンガリー大平原のサバドサーッラーシュ市生まれの農家出身であり、のちにブダペストで洗濯女になった。3歳で父が蒸発。14歳の時に母は死去。高校在学中、17歳で初の詩集『A szépség koldusa』を発表する。高校卒業後、南ハンガリーのセゲド市のフェレンツ・ヨージェフ大学に入学。1925年に2作目の詩集『Nem én kiáltok』を発表するが、一部の詩の内容から大学を除籍される。その後、ウィーンに行き、それから1926年から1927年までパリに滞在、ソルボンヌで学ぶ。フランス文学を耽読し、特にフランソワ・ヴィヨンの詩に惹かれ、ハンガリー語に翻訳した。また、ヘーゲルやマルクスを読み、影響を受ける。ハンガリーに帰国後、3作目の詩集『Nincsen apám se anyám』を発表した。1930年、ハンガリー共産党に入党するが、1934年に党を除籍される。文芸誌『Szép Szó』を旗揚げするが、いつしか精神疾患にかかり、病院で精神科医から治療を受ける。1936年に最後の詩集『Nagyon fáj』を発表。1937年、ハンガリーのバラトン湖近くの村バラトンサールソーで鉄道の線路上に飛び込み自殺。

## 邦訳
- 『ヨージェフ・アティッラ詩集』、(原田清美訳、未知谷、2015年)